# Le Serpent (film)
Le Serpent (Engelse titel: Night Flight from Moscow) is een spionagefilm van Henri Verneuil, die in 1973 in première ging. Het is een Frans/Italiaans/Duitse coproductie met een internationale rolverdeling. Het scenario is gebaseerd op de roman Le treizième suicide van Pierre Nord.

## Verhaal
Het verhaal speelt zich af tijdens de Koude Oorlog. De Sovjet-Russische kolonel Vlassov, een lid van de Russische ambassade in Parijs, vraagt politiek asiel aan in Frankrijk. Vlassov is in werkelijkheid een agent van de KGB, die de westerse geheime diensten wil ontwrichten. Hij toont zich bereid de namen van Russische dubbelagenten in Europa te onthullen. In het hoofdkwartier van de CIA in Langley (Virginia) overhandigt hij een lijst van namen aan de topman van de CIA, Allan Davies (Henry Fonda) die geassisteerd wordt door Philip Boyle (Dirk Bogarde) van het Britse MI6. Na een leugendetectortest concludeert men dat Vlassov de waarheid spreekt. Maar voordat de geheime diensten de "verraders" in hun midden kunnen vatten worden die dood aangetroffen. Het lijkt steeds zelfmoord, maar er is telkens een duistere figuur bij betrokken die een sigarettendoos hanteert, versierd met een slang ("le serpent" van de titel). Eerst wordt Lucien Berthon (Philippe Noiret) van de Franse geheime dienst verdacht. Maar in Amerika wordt Vlassov ontmaskerd en blijkt aan wie de sigarettendoos behoort (namelijk Boyle, hetgeen eerder in de film duidelijk te zien was). Vlassov zal op de grens tussen Oost- en West-Duitsland uitgeleverd worden tegen een door Rusland gevangen Amerikaanse piloot (een verwijzing naar de Amerikaanse piloot Gary Powers die uitgewisseld werd tegen de Russische spion Rudolf Abel).

## Rolverdeling
| Acteur          | Personage                     |
| --------------- | ----------------------------- |
| Yul Brynner     | Vlassov                       |
| Henry Fonda     | Allan Davies                  |
| Dirk Bogarde    | Philip Boyle                  |
| Philippe Noiret | Lucien Berthon                |
| Michel Bouquet  | Tavel                         |
| Virna Lisi      | Annabel Lee                   |
| Guy Trejan      | Deval                         |
| Elga Andersen   | Kate Cross                    |
| Marie Dubois    | Suzanne                       |
| Farley Granger  | Directeur-computerprogrammeur |